# Lunjuk
Lunjuk is een bestuurslaag in het regentschap Seluma van de provincie Bengkulu, Indonesië. Lunjuk telt 632 inwoners (volkstelling 2010).